# Mauro Sarmiento
Mauro Sarmiento (* 10. April 1983 in Casoria) ist ein italienischer Taekwondoin. Er startet in der Gewichtsklasse bis 80 Kilogramm.
Sarmiento bestritt seine ersten internationalen Titelkämpfe bei der Juniorenweltmeisterschaft 1998 in Istanbul und der Junioreneuropameisterschaft 1999 in Nikosia, wo er jeweils das Viertelfinale erreichte. Im Jahr 2002 nahm er schließlich in Samsun an der Europameisterschaft  im Erwachsenenbereich teil. Der Durchbruch in die internationale Spitze gelang Sarmiento im Jahr 2007. Bei der Weltmeisterschaft in Peking schied er erst im Viertelfinale aus, durch einen dritten Rang beim Qualifikationsturnier in Manchester sicherte er sich zudem die Teilnahme an seinen ersten Olympischen Spielen in Peking. Der olympische Wettbewerb lief für Sarmiento sehr erfolgreich. Nach drei Siegen unterlag er erst im Finale Hadi Saei Bonehkohal und feierte mit der Silbermedaille seinen sportlich bislang größten Erfolg. Bei der Europameisterschaft in Riga errang er zudem die Bronzemedaille. Zwischen 2009 und 2012 konnte Sarmiento bei jeweils zwei Welt- und Europameisterschaften das Viertelfinale erreichen, wo er jedoch stets ausschied.
Sarmiento gewann im Juli 2011 beim internationalen Olympiaqualifikationsturnier in Baku in der Gewichtsklasse bis 80 Kilogramm den entscheidenden Kampf um den dritten Platz gegen Nicolás García und qualifizierte sich für seine zweiten Olympischen Spiele 2012 in London. Dort gewann der Sportsoldat die Bronzemedaille, nach einem 4:0-Sieg über den Afghanen Nesar Ahmad Bahave.